# Venice Challenger 2001
Il Venice Challenger 2001 è stato un torneo di tennis facente parte della categoria ATP Challenger Series nell'ambito dell'ATP Challenger Series 2001. Il torneo si è giocato a Venezia in Italia dal 2 all'8 luglio 2001 su campi in terra rossa.

## Vincitori

### Singolare
Christophe Rochus ha battuto in finale  Nicolas Coutelot con il punteggio di 6(5)–7, 7–5, 6–4

### Doppio
Mark Merklein /  Mitch Sprengelmeyer hanno battuto in finale  Luis Horna /  Sebastián Prieto con il punteggio di 6–4, 7–6(7)